# となり町戦争
『となり町戦争』（となりまちせんそう）は、三崎亜記による日本の小説。漫画化、舞台化、映画化された。
第17回小説すばる新人賞を受賞した、三崎亜記のデビュー作である。第133回直木三十五賞候補。2006年に文庫化され「別章」が書き下ろされた。2007年に倉持知子作画で漫画化、渡辺謙作監督で映画化された。

## あらすじ
広報で突然知らされた、『となり町との戦争のお知らせ』。とりあえず私が心配したのは職場までの通勤手段だったが、町は今までどおり平穏な様相を呈していた。戦時中だという意識を強めたのは、広報紙に掲載された戦死者数。やはり戦争は始まっていたのか。現実感を抱けないままでいる北原の元に、町役場から偵察業務の任命書が届く。
戦争が公共事業として役所に管理される世界を描く。

## 登場人物
北原 修路（きたはら しゅうじ）
舞坂町のアパートに一人暮らし。職場までの通勤に都合が良かっただけで、町とは縁もゆかりもない。
舞坂町役場から任命され、職場への行き帰り中にとなり町を通過する際に偵察業務を行い報告する。後に戦況を考慮して仕事内容が変更され、偵察業務のために香西と夫婦になり、となり町内のアパートに引っ越す。
香西 瑞希（こうさい みずき）
舞坂町役場総務課となり町戦争係→となり町戦争推進室事務吏員。
となり町内での拠点偵察業務のために、北原と夫婦になる。
主任
北原の職場の上司。創業者の親戚筋の人間だが、大学卒業後に下請け会社で修業していた時に、周りの反対を押し切って外国人労働者の女性と結婚し、紆余曲折を経て現在でも地方の主任という地位に甘んじている。その妻の国で戦争に従事していた。
本田（ほんだ）
北原の職場の事務員。
矢加部 岩恒（やかべ いわつね）
舞坂町長。戦争推進派。
前田 善朗（まえだ よしろう）
舞坂町役場総務課となり町戦争係係長→となり町戦争推進室室長補佐。
室園 絹子（むろぞの きぬこ）
となり町戦争推進室室長。小柄な女性。
香西 智希（かさい ともき）
香西瑞希の弟。志願兵になる。

## 用語
舞坂町（まいさかちょう）
北原が住む町。役場が主導して戦争を行っている。町民の志願兵や徴集兵が戦争に参加する。
となり町
北原の職場と舞坂町の中間にある町。全面委託された公社が戦争を行う。国内での戦闘経験がないこと、市町村税の滞納がないことなどの条件を満たせば、他の地域の人間でも戦争に参加できる。
原作では町名は付けられていないが、書き下ろしの別章で「森見町」という名が付けられた。

## 舞台・演劇
2007年5月（ザムザ阿佐谷）上演された演劇作品。
ケンジ中尾プロデュース、ALGO主催、フジテレビ後援。

### 出演
- 多根周作
- 古澤裕介

## 映画
2007年に公開。愛媛県の東温市・大洲市にてロケが行われた。冒頭の舞坂駅のシーンは伊予桜井駅が使用されている。

### 出演
- 北原修路 - 江口洋介
- 香西瑞希 - 原田知世
- 香西智希 - 瑛太
- 矢加部岩恒（舞坂町長） - 菅田俊
- 前田善朗 - 飯田孝男
- 本田 - 小林麻子
- 室園絹 - 余貴美子
- 田尻 - 岩松了
- 木下 - 柴本幸

### スタッフ
- 監督・脚本 - 渡辺謙作
- 原作 - 三崎亜記
- 脚本 - 菊崎隆志
- 撮影 - 柴主高秀
- 照明 - 蒔苗友一郎
- 録音 - 柿澤潔
- 美術 - 浅野誠
- 編集 - 日下部元孝
- 音楽 - Sin （サウンドトラック盤CD：BMG JAPAN）
- 協力 - 東温市、大洲市、愛媛県、えひめフィルム・コミッション ほか
- 製作者 - 石畑俊三郎、萩野和仁、八木ケ谷昭次、山田美千代
- 企画 - 鍋島壽夫
- プロデューサー - 鍋島壽夫、菊地美世志
- 製作プロダクション - フィルムメイカーズ
- 製作委員会メンバー - フューチャー・プラネット、角川映画、衛星劇場、パパドゥ音楽出版

### 主題歌
- 「明日晴れたら」中島有紀 （作詞：尾上文、作曲・編曲：Sin）